# Maroš Kanász
Maroš Kanász (ur. 11 kwietnia 1974) – słowacki kulturysta. Dwukrotny mistrz świata w kulturystyce.

## Życiorys
Pochodzi z Koszyc. Studiował na uczelni technicznej w Zagrzebie. W latach 1993−1997 pracował jako trener na siłowni Gold’s Gym.
Członek federacji WFF−WBBF; od 2012 zawodowy kulturysta.
Mieszka w rodzimych Koszycach. Ma córkę, Solanche.

## Wymiary
- obwód bicepsa: 52 cm

## Wybrane osiągnięcia
- 2010: Otwarte Mistrzostwa Austrii w kulturystyce, federacja NABBA, kategoria mężczyzn powyżej 35. roku życia − VI m-ce[1]
- 2012: Mistrzostwa Świata w kulturystyce, federacja WFF, kategoria kulturystyki atletycznej, mężczyźni powyżej 35. roku życia (athletic over 35) − I m-ce[2]
- 2012: Mistrzostwa Świata w kulturystyce, federacja WFF, kategoria ogólna − I m-ce[2]
- 2014: Mistrzostwa Świata w kulturystyce, federacja WFF−WBBF, kategoria mężczyzn powyżej 40. roku życia − udział[3]
- 2014: Otwarte Mistrzostwa Austrii w kulturystyce, federacja NABBA/WFF, kategoria mężczyzn #1 (Männer 1) − udział[4]
- 2015: Mistrzostwa Świata w kulturystyce, federacja WFF−WBBF, kategoria kulturystyki superekstremalnej (bodybuilding super extreme) − I m-ce[5]
- 2015: Mistrzostwa Świata w kulturystyce, federacja WFF−WBBF, kategoria ogólna mężczyzn − I m-ce[5]
- 2015: Zawody Amber Prix Olympia, kategoria profesjonalistów − II m-ce[6]
- 2015: Zawody „Słowiański Puchar”, kategoria ogólna − I m-ce[7]
- 2016: Mistrzostwa Świata w kulturystyce, federacja WBBF, kategoria kulturystyki atletycznej (athletic bodybuilding) − III m-ce[8]